# Petre Mshvenieradze
Petre Kako Mshvenieradze (en géorgien : პეტრე მშვენიერაძე, en russe : Пётр Яковлевич Мшвениерадзе, Pyotr Yakovlevich Mshvenieradze, né le 24 mars 1929 à Tbilissi, en république socialiste fédérative soviétique de Transcaucasie, mort le 3 juin 2003 à Moscou) est un joueur de water-polo soviétique (géorgien). Il participe aux Jeux olympiques de 1952, 1956 et 1960.
C'est le père de Giorgi Mshvenieradze, également joueur de water-polo.